# Кош (мыза)

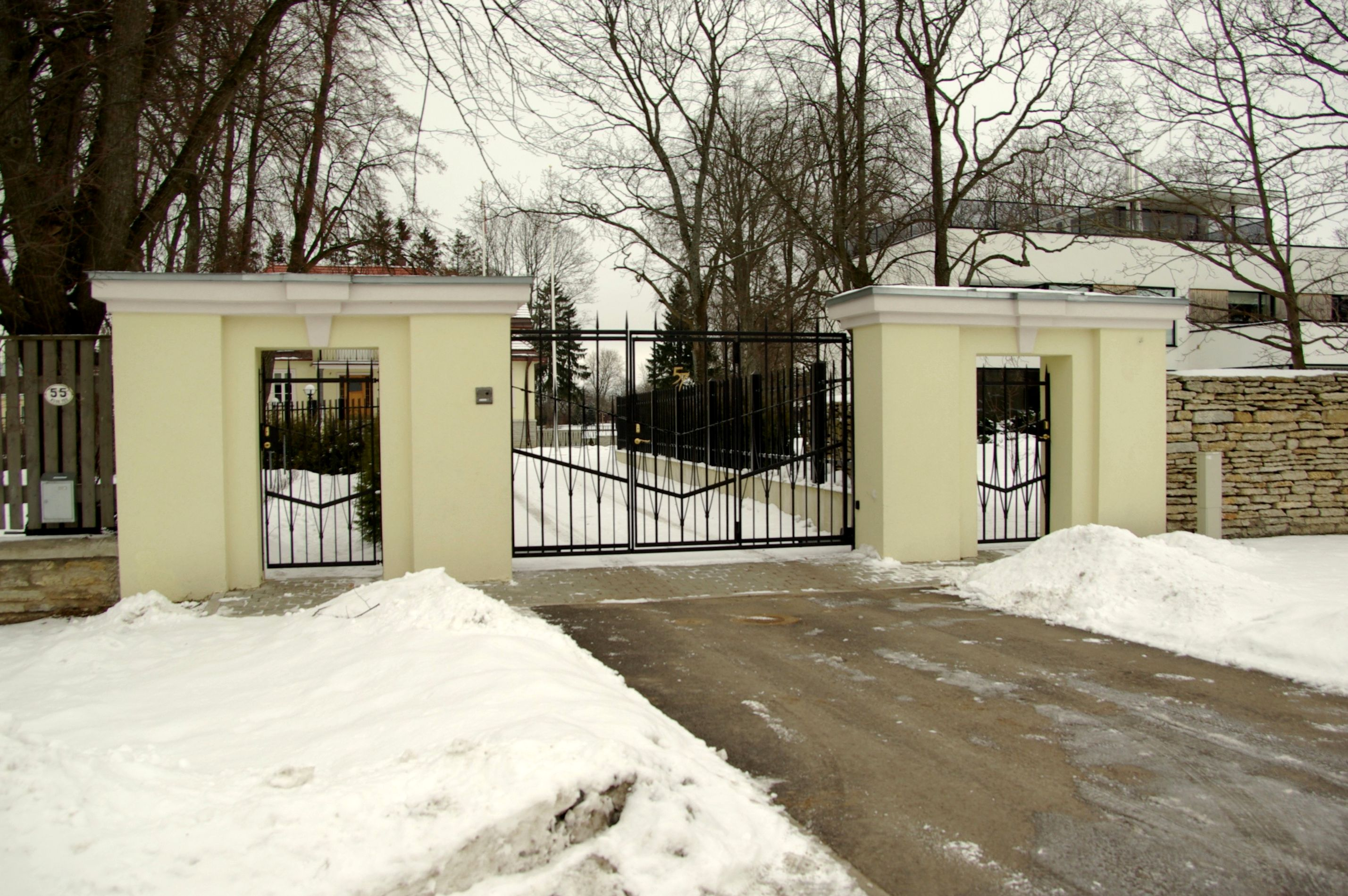
Ворота дачи Кош (полумызы Козе)

Кош (нем. Kosch), также полумыза Ко́зе (эст. Kose poolmõis), в русских источниках начала XX века дачи Кош (старорус. дачи Кошъ) — полумыза в уезде Харьюмаа, Эстония. Исторически относилась к приходу Йыэляхтме. В годы Российской империи находилась на территории Эстляндской губернии и относилась к приходу Егелехт. 

## История

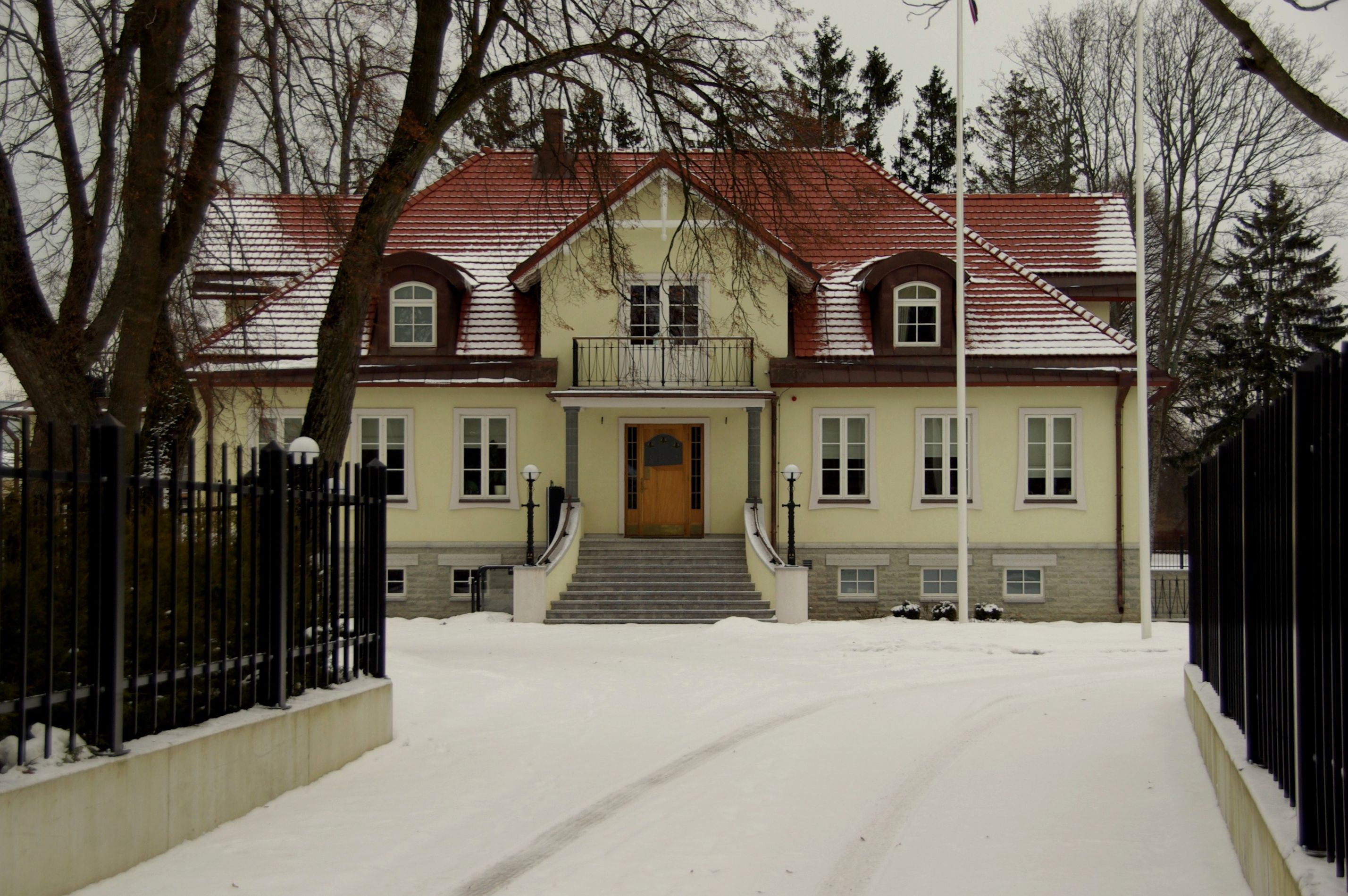
Жилой дом, построенный на фундаменте полумызы Кош. Улица Козе, д. 55

Полумыза была основана в 1790 году семейством Кошей (Кохов, в эстонских источниках — Kosch).  
Центр мызы находился на юго-западном берегу реки Пирита. В настоящее время земли мызы относятся к территории Таллина, а её центр расположен в одном километре к востоку от мызы Альт-Кош (летней мызы Козе). 
Кошам мыза принадлежала до 1939 года включительно. 
Главное здание (особняк) мызы, предположительно, было небольшим домом в стиле барокко. От него сохранились фундамент и двухмаршевая парадная лестница. Предположительно в 1930-х годах на этом фундаменте было построено здание с мансардным этажом, которое снесли в начале 2000-х годов, и на территории мызы, у перекрёстка улиц Козе и Вабаыхукооли, было построено несколько новых жилых домов.
От мызы сохранились несколько перестроенных хозяйственных строений и ограда из известняка с надвратной постройкой.